# Šventoji (biflod til Neris)
 For alternative betydninger, se Šventoji. (Se også artikler, som begynder med Šventoji)
Šventoji (dansk: "Den Hellige") er den længste flod, der løber helt inden for Litauen og den største biflod til Neris. Šventoji har sit udspring i søen Samanis i Gražutė regionalpark og flyder ud i Neris nærheden Jonava. Šventoji længste biflod er Širvinta.
Šventoji passerer gennem byerne Anyksciai, Kavarskas og Ukmergė. I 1961 blev vandkraftværket ved Antalieptė, 45 km fra Šventojis udspring, taget i brug. Dæmningen skabte den næststørste kunstige sø i Litauen. Søens areal er 19,11 km² og har et samlet volumen på 12 km³, effekten fra værket er 2.460 kW. I 1963-1964 blev der bygget en dæmning nær Kavarskas og en kanal på 12 km for at kunne anvende vand fra Šventoji til sikring af vandgennemstrømningen i Nevėžis. Vandet blev pumpet gennem kanalen til Nevėžis flodleje. Imidlertid overføres der ikke længere vand til Nevėžis da det var for dyrt, ineffektivt og krænkede Den Europæiske Unions miljøregler.

## Afvandingsområde
Šventojis afvandingsareal dækker 6.888,8 km². Flodlejet strækker sig fra nordøst mod sydvest, som dækker Zarasai sødistrikt med bl.a. søerne Drūkšiai, Luodis, Sarti, Beehive i Utena distriktskommune, Aukštaičiai bakkelandskab i Molėtai distriktskommune (25 % af afvandingsområdet), Svėdasai seniūnija og Širvintos distriktskommune højland (54 %) og dele af det centrale litauiske lavland (21 %). 10 % af afvandingsområdet er dækket af skov, 9 % af vådområder, 3 % af søer.

### Šventojis bifloder
| - Vyžuona3,82 m³/s - Aknysta0,87 m³/s - Taurožė - Elmė0,17 m³/s | - Anykšta1,18 m³/s - Virinta4,40 m³/s - Siesartis5,13 m³/s - Širvinta7,50 m³/s | - Nasvė0,5 m³/s - Jara-Šetekšna5,17 m³/s - Vadaksta - Grieža | - Latava - Biebė - Mūšia1,69 m³/s - Armona1,42 m³/s |

## Hydrologi
Hastighede i Šventoji er 0,2 til 0,5 m/s. Udsvinget i den årlige vandstand er mellem 1,3 m i de øvre dele til 5,3 m ved Jonava. Den årlige vandgennemstrømning er fordelt med 45 % om foråret, 15 % om sommeren, 20 % om efteråret og 20 % om vinteren.
| Gennemstrømning i Šventoji ved forskellige målepunkter |                |               |             |            |
| Målepunkter                                            | ved Antaliepte | ved Anykščiai | ved Ukmerge | ved Jonava |
| Gennemsnit                                             | 4,29 m³/s      | 25,8 m³/s     | 39,3 m³/s   | 56,1 m³/s  |
| Maksimum                                               | 38,6 m³/s      | 423 m³/s      | 594 m³/s    | 794 m³/s   |
| Minimum                                                | 0,17 m³/s      | 2,1 m³/s      | 3,9 m³/s    | 7,63 m³/s  |